# Sasimella latifolia
Sasimella latifolia är en insektsart som beskrevs av Heinrich Hugo Karny 1924. Sasimella latifolia ingår i släktet Sasimella och familjen vårtbitare. Inga underarter finns listade i Catalogue of Life.